# Dendropsophus leucophyllatus
Espèce
Synonymes
- Hyla bufoides Meuschen, 1781
- Rana leucophyllata Beireis, 1783
- Hyla leucophylla Gmelin, 1789
- Rana variegata Bonnaterre, 1789
- Hyla frontalis Daudin, 1800
- Hyla favosa Cope, 1885
- Hyla leucophyllata (Beireis, 1783)

Statut de conservation UICN

 LC  : Préoccupation mineure
Dendropsophus leucophyllatus est une espèce d'amphibiens de la famille des Hylidae.

## Répartition
Cette espèce se rencontre en dessous de 600 m d'altitude dans le bassin amazonien au Suriname, au Guyana, en Guyane, au Brésil, en Bolivie, au Pérou, en Équateur et en Colombie,. Sa présence est incertaine au Venezuela.

## Publication originale
- Beireis, 1783 : Beschreibung eines bisher unbekannt gewesenen amerikanischen Frosches. Sitzungsberichte der Gesellschaft Naturforschender Freunde zu Berlin, vol. 4, p. 178-182.